# Rafael Addison
Pour les articles homonymes, voir Addison.
Rafael Addison, né le 22 juillet 1964 à Jersey City dans le New Jersey, est un joueur professionnel de basket-ball.
Rafael Addison effectue sa carrière universitaire à l'Université de Syracuse, affichant une moyenne de 14,9 points et 5,2 rebonds par match. Il a été nommé dans la All-Century Team de Syracuse en 2000 .
Rafael Addison est sélectionné au deuxième tour de la Draft 1986 de la NBA par les Suns de Phoenix.
Après une année passée à Phoenix, il rejoint Livourne en Italie ou il reste quatre saisons .
Il revient ensuite en NBA, pour deux saisons, au Nets du New Jersey, avant d'effectuer une nouvelle saison en Italie, à Trévise, où il remporte la Coupe d'Italie.
Il effectue ensuite trois saisons en NBA, aux Pistons de Détroit et aux Hornets de Charlotte avant de terminer sa carrière en Grèce, au PAOK Salonique.

## Palmarès de joueur
- Coupe d'Italie en 1994 avec Benetton Trévise.